# Woods (achternaam)
Woods is een veel voorkomende achternaam van Engels en Ierse afkomst.

## Mensen met deze achternaam

### A
- Alan Woods (doorverwijspagina)
- Albert Woods
- Albert H. Woods
- Aubrey Woods
- Ayiesha Woods
- Anthonny Woods

### B
- Bambi Woods
- Barbara Alyn Woods
- Belita Woods
- Ben Woods, rugbyspeler
- Bill Woods
- Bobby Wayne Woods (1965-2009), Amerikaans misdadiger
- Brian Woods
- Billy Woods

### C
- Calum Woods
- Charles Woods
- Charles R. Woods
- Chris Woods
- Christie Lee Woods
- Christine Woods
- Christy Woods
- Clinton Woods
- Cèdric Woods

### D
- Dean Woods
- Donald Woods (acteur)
- Donald Woods (journalist)
- Donald Devereux Woods
- Dobby Woods
- Draco Woods

### E
- Earl Woods
- Edward Woods (1903-1989), Amerikaans acteur
- Eric Scott Woods
- Emma Woods

F
- Fred Woods

G
- George Woods
- Georgie Woods
- Grant Woods
- Granville Woods
- Ginny Woods

### H
- Harriett Woods
- Harry Woods
- Henry Woods
- Hailey Woods
- Hermoine Woods

### I
- Ickey Woods
- Ilene Woods
- Inea Woods

### J
- Jake Woods
- Jacob-Adrian Woods
- James Woods (doorverwijspagina)
- James Park Woods
- Jermaine Woods
- Jerome Woods
- Jessie E. Woods
- John E. Woods
- John Joseph Woods (1849–1934)
- Jon Woods
- Jen Woods

### L
- Lebbeus Woods
- Leonard Woods
- Loren Woods
- Louis E. Woods
- Leonardo Woods

### M
- Margaret Louisa Woods
- Mark Kenneth Woods
- Martin Woods
- Mary Lee Woods
- Michael Woods (doorverwijspagina)
- Mimi Woods
- Minny Woods

### N
- Nan Woods
- Ngaire Woods
- Nina Woods

### P
- Paul Woods
- Pete Woods
- Peter Woods
- Phil Woods
- Pinky Woods
- Pansy Woods

### Q
- Qyntel Woods
- Quirrell Wods

### R
- Randy Woods
- Rashaun Woods
- Ray Woods
- Ren Woods
- Robert Woods
- Rose Mary Woods
- Ron Woods

### S
- Samuel Woods
- Sean Woods
- Shelly Woods
- Simon Woods
- Skip Woods
- Sparky Woods
- Stacey Grenrock-Woods
- Stanley Woods
- Steve Woods
- Stuart Woods
- Sydney S. Woods
- Seamus Woods

### T
- Taryn Woods
- Terry Woods
- Thomas Woods
- Tiger Woods
- Tim Woods
- Tony Woods
- Tyrone Woods
- Tiny Woods

### V
- Vincent Woods
- Vera Woods

### W
- William Burnham Woods
- Winnie Woods

## Fictieve personages
- Alexx Woods, personage in CSI: Miami
- Babs Woods
- Dawn Woods
- Elle Woods
- Nancy Woods
- Penny Gordon Woods
- T.J. Woods
- Tanya Woods
- Terry Woods (Emmerdale)
- Whispy Woods
- Willona Woods